# 대화도서관 (고양시)
대화도서관은 경기도 고양시 일산서구 소재의 시립 도서관이다.

## 연혁
- 2008년 3월 20일 개관

## 시설현황
- 4층: 디지털자료실, 열람실
- 3층: 종합자료실, 청소년자료실
- 2층: 수서정리실, 문화교실, 사무실
- 1층: 어린이자료실, 연속간행물실
- 지하 1층: 시청각실, 세미나실, 보존서고, 전시코너, 쉼터

이용시간
- 열람실 : 하절기(3월~10월) 07:00 ~ 23:00 / 동절기(11월~2월) 08:00 ~ 23:00
- 종합자료실/청소년자료실 : 화~금 09:00~22:00 (18시간) / 토-일 09:00~18:00 (8시간)

- 어린이자료실 : 화~금 9:00~18:00 / 토-일 09:00~18:00 (8시간)
- 연속간행물실 [정기 간행물실] : 화~금 09:00~18:00 (8시간)
- 디지털자료실 : 화~금 09:00~22:00 (18시간) / 토-일 09:00~18:00 (8시간)

휴관일
- 매주 월요일, 공휴일